# ファビアーノ・サンタクローチェ
ファビアーノ・サンタクローチェ（Fabiano Santacroce, 1986年8月24日 - ）は、ブラジル・バイーア州カマサリ出身のイタリア人元サッカー選手。現役時代のポジションはDF。
元日本代表の三都主アレサンドロは従兄弟にあたる。

## 経歴
イタリア人の父親とブラジル人の母親の間に生まれたハーフで、北イタリアのロンバルディア州にあるカザテノーヴォという街で育った。
地元のクラブであるカルチョ・コモのユースでキャリアをスタートし、2005年にブレシア・カルチョのユースチームへ移籍。2006年4月27日のセリエB・ACチェゼーナ戦でトップチームデビューを果たした。2007年にはブレシアでの活躍からU-21イタリア代表にも招集された。
2008年1月、移籍金550万ユーロでSSCナポリへ移籍。このシーズンにはマレク・ハムシーク、ダニエレ・マンニーニがブレシアからナポリへ移籍しており、自身がその3人目となった。同年2月2日のウディネーゼ・カルチョ戦でセリエAデビュー。移籍直後からキャプテンのパオロ・カンナヴァーロとコンビを組みレギュラーに定着した。2009年9月23日のインテル・ミラノ戦で右膝半月板を負傷、全治4ヶ月と診断された。
2011年7月、パルマFCに移籍。2013-14シーズンはセリエBのカルチョ・パドヴァに期限付き移籍した。
2016年2月4日からシーズン終了まで、セリエBのテルナーナ・カルチョでプレーした。
2017年1月19日、SSユーヴェ・スタビアに移籍した。2016-17シーズン終了後にクラブを退団しフリーとなった。
2008年10月5日にイタリア代表に初選出されたが、未だ出場機会には恵まれていない。

## プレイスタイル
鋭い読みとスピードを生かして相手の攻撃を防ぐタイプのディフェンダーで、ナポリの会長らからネスタ2世と呼ばれていた。